# زولت موزناي
زولت موزناي (بالرومانية: Zsolt Muzsnay)‏ (مواليد 20 يونيو 1965) هو لاعب كرة قدم. يلعب مع منتخب رومانيا لكرة القدم. سبق له أن لعب في كأس العالم لكرة القدم مع منتخب بلاده.

## روابط خارجية
- زولت موزناي على موقع قاعدة بيانات كرة القدم.إي يو (الإنجليزية)
- زولت موزناي على موقع ناشيونال فوتبول تيمز (الإنجليزية)